# Терм (сеньория)
Сеньория Терм (фр. Termes) — феодальное владение в Южной Франции в составе графства Каркассон, располагавшееся в современном французском департаменте Од.

## История
Первым известным сеньором Терма был Пьер Оливье I (ум. после 1093). В 1118 году упоминаются Гильом Раймунд, Алалранд и Бернар. Из этого документа можно установить, что только Гильом Раймунд был сеньором Терма. Следующим сеньором стал Гильом (ум. после 12 декабря 1063). 17 ноября 1191 упоминаются два брата, сеньоры Терма: Пьер Оливье II и Раймунд. 21 ноября 1228 сеньором Терма был уже Оливье.

## Список сеньоров Терма
- ?—после 1093 : Пьер Оливье I (ум. после 1093)
- после 1093—после 1018 : Гильом Раймунд (ум. после 1018)
- после 1018—после 12 декабря 1063 : Гильом (ум. после 12 декабря 1063)
- после 12 декабря 1063—после 17 ноября 1191 : Пьер Оливье II (ум. после 17 ноября 1191)
- после 17 ноября 1191— около 1214 : Раймунд III (ум. около 1214), брат предыдущего
- около 1214—после 21 ноября 1228 : Оливье (ум. после 21 ноября 1228)